# Telebasis milleri
Telebasis milleri là một loài chuồn chuồn kim trong họ Coenagrionidae.
Loài này được xếp vào nhóm loài thiếu dữ liệu trong sách Đỏ của IUCN năm 2007.
Telebasis milleri được miêu tả khoa học năm 1997 bởi Garrison.